# كونكونا سين شارما
كونكونا سين شارما (ولدت في 3 ديسمبر 1979) ممثلة ومخرجة هندية. ابنة المخرجة المخضرمة والممثلة أبارنا سين، عرفت الأضواء منذ طفولتها عندما ظهرت في فيلم «أنديرا» ولم تكمل الخامسة من عمرها، في مرحلة الشباب نالت دورها الأول عام 2000. لفتت الأنظار بشدة إلى موهبتها وقدرتها على تجسيد الأدوار المتنوعة، نالت سين العديد من الجوائز آخرها عام 2007 كأفضل ممثلة مساعدة لدورها في فيلم «حياة في...مترو» شاركت في 6 أعمال عام 2009، ما يشير إلى كونها واحدة من أنجح نجمات العام في بوليوود حاصلة جائزة الفيلم الوطني لأفضل ممثلة، رشحت لنيل جائزة الأكاديمية الهندية الدولية للأفلام لأفضل ممثلة.

## روابط خارجية
- كونكونا سين شارما على موقع IMDb (الإنجليزية)
- كونكونا سين شارما على موقع قاعدة بيانات الأفلام العربية
- كونكونا سين شارما على موقع ألو سيني (الفرنسية)
- كونكونا سين شارما على موقع أول موفي (الإنجليزية)
- كونكونا سين شارما على موقع قاعدة بيانات الفيلم (الإنجليزية)
- كونكونا سين شارما على موقع كينوبويسك (الروسية)